# М'янма на літніх Олімпійських іграх 2020
М'янму на літніх Олімпійських іграх 2020 представляли два спортсмени у двох видах спорту.

## Спортсмени
| Вид спорту | Чоловіки | Жінки | Загалом |
| ---------- | -------- | ----- | ------- |
| Бадмінтон  | 0        | 1     | 1       |
| Стрільба   | 1        | 0     | 1       |
| Загалом    | 1        | 1     | 2       |